# Prionacalus uniformis
Prionacalus uniformis is een keversoort uit de familie van de boktorren (Cerambycidae). De wetenschappelijke naam van de soort werd in 1900 gepubliceerd door Charles Owen Waterhouse.